# Francisco Trincado Dopereiro
Francisco Trincado Dopereiro (1918- 1981) fue un científico español que desarrolló su carrera profesional en el ámbito de la Ingeniería Aeronáutica entre 1940 y 1981.
Tras finalizar su licenciatura en Química en la Universidad Central de Madrid alternó sus estudios de doctorado en Química Analítica con su labor en Construcciones Aeronáuticas S.A. En 1981 recibió el premio nacional de química "Emilio Jimeno". 
Finalizada la II Guerra Mundial (1939-1945) España fue sometida a un aislamiento diplomático por parte de las naciones vencedoras debido a la presencia del dictador Francisco Franco como jefe del Estado. España necesitaba progresar en el ámbito de la Industria aeronáutica y para ello se precisó de científicos cualificados de todas las ramas. 
El desarrollo de la Industria aeronáutica en España fue determinante en la carrera académica y profesional del Dr. Trincado.

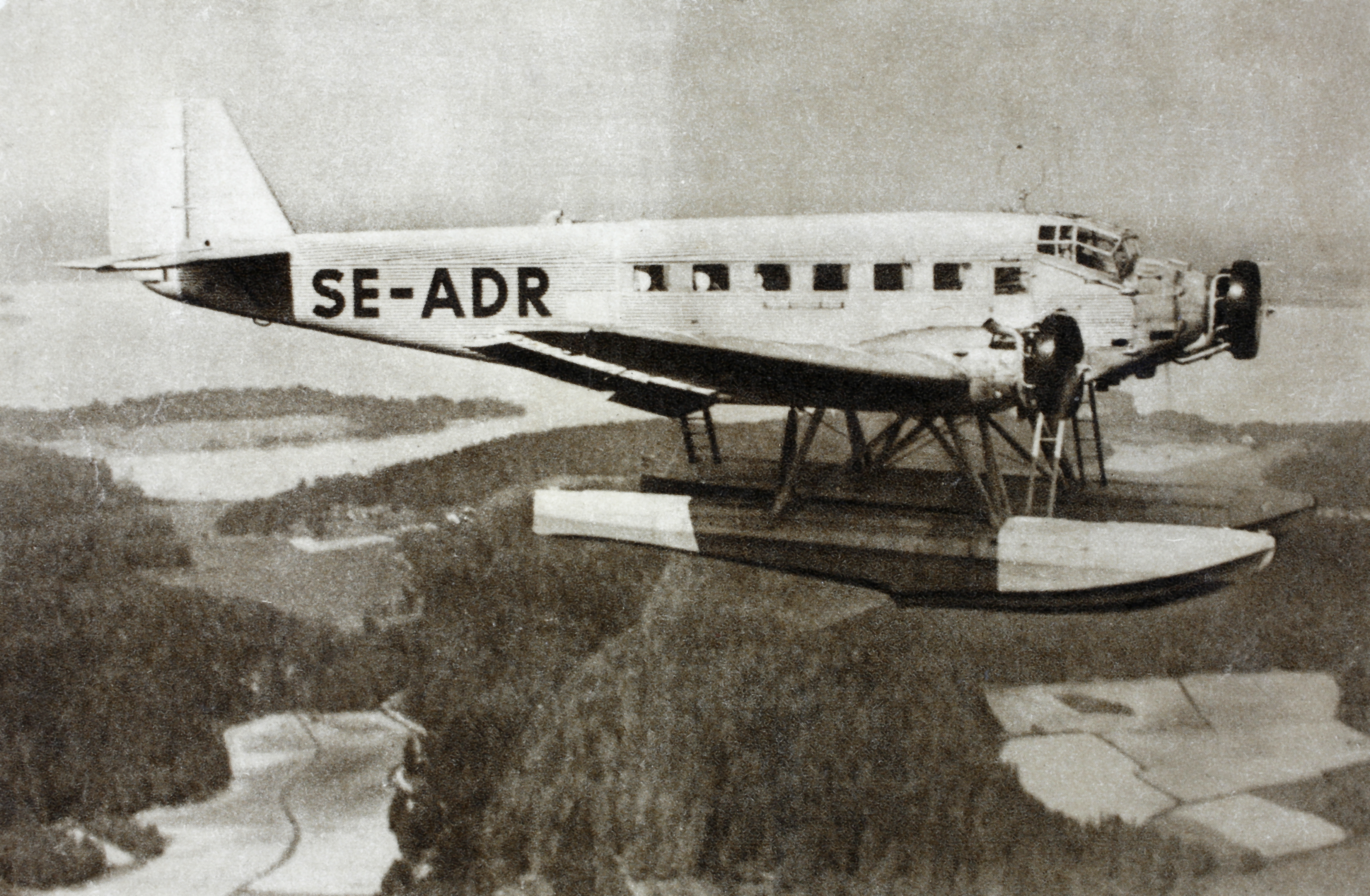
Junker Ju-52

En 1942, C.A.S.A. construía bajo licencia alemana los trimotores Junkers Ju 52 y los Heinkel 111, que eran aviones utilizados en la II Guerra Mundial.
Fueron muchos los problemas técnicos que se presentaron durante su fabricación (sustitución de materiales, tratamientos térmicos, soldadura...). Uno de estos fue el tipo de tratamiento térmico a aplicar a los anillos de acero que configuraban el tren de aterrizaje y que por fricción y ligera deformación absorbían la energía del impacto con el suelo. El Dr. Trincado desarrolló la formulación de un temple bainítico que garantizaba la deformación de los anillos en servicio sin que se produjera su rotura. 
En 1943 el Estado español invierte en esta compañía ya que el ejército español necesitaba disponer de aviones modernos, debido al aislamiento internacional de España, el gobierno de Franco ordenó el diseño y ejecución de determinados aviones de transporte.  En 1945 se inaugura la fábrica de Madrid, dedicada al mecanizado.
En 1946 se restablece la Oficina de Proyectos bajo la dirección del Dr. Francisco Trincado Dopereiro. Surgieron así los proyectos C-201 (Alcotán), C-202 (Halcón) y C-207 (Azor), que eran las primeras realizaciones aeronáuticas totalmente españolas.
No debe olvidarse que hasta los años 70, un avión estaba construido en un 95% de metales (aleaciones de aluminio, de magnesio y acero en los elementos de máxima resistencia) y era difícil conseguir estas materias primas de "calidad aviación".
El Dr. Trincado puso en marcha un dispositivo de colaboración con organismos oficiales de la época (como el Instituto Nacional de Técnica Aeroespacial, Instituto del Hierro y del Acero, de metales No- Férreos...) y con los fabricantes de materia prima y semi elaborados (EARLE, Aluminio Español, HEVA, Patricio Echeverría...) con objeto de resolver cuantos problemas metalúrgicos se presentasen.
Trincado Dopereiro desarrolló para C.A.S.A. los ensayos no destructivos (E.N.D.), intentaba con ellos confirmar, a través de ensayos sobre piezas fundidas y procedentes de mecanización de laminados y forjados, que estaban exentos de grietas y otros defectos metalúrgicos. A partir de un equipo anticuado de rayos X "Magnaflux" procedente de Estados Unidos,Trincado desarrolló un prototipo capaz de realizar inspecciones de grietas y otros defectos por los métodos no destructivos Magnético y Penetrante. En el primer Congreso Internacional de Ensayos No Destructivos celebrado en 1956 en Bruselas, Trincado expuso la cuestión en un artículo que también firmaba el Catedrático de la E.T.S. Ingenieros Aeronáuticos José María Román Arroyo.

A mediados de los años 50 se probaron las primeras instalaciones diseñadas por Trincado y fabricadas por C.A.S.A. Al principio iban equipadas con baterías y poco después incorporaron modernos equipos de corriente. Se construyeron 150 instalaciones para las factorías de C.A.S.A. y otros organismos oficiales como el Instituto Nacional de Técnica Aeroespacial. Las maestranzas aéreas y numerosas empresas privadas que las adquirieron, siendo su rendimiento óptimo. La aplicación de las técnicas no destructivas tuvo tal impacto en la metalurgia que gracias al diseño de aquellas instalaciones, el Dr. Trincado publicó el primer tratado técnico en español sobre la materia: "La detección de grietas en materiales metálicos", editado por Construcciones Aeronáuticas S.A. (1959).

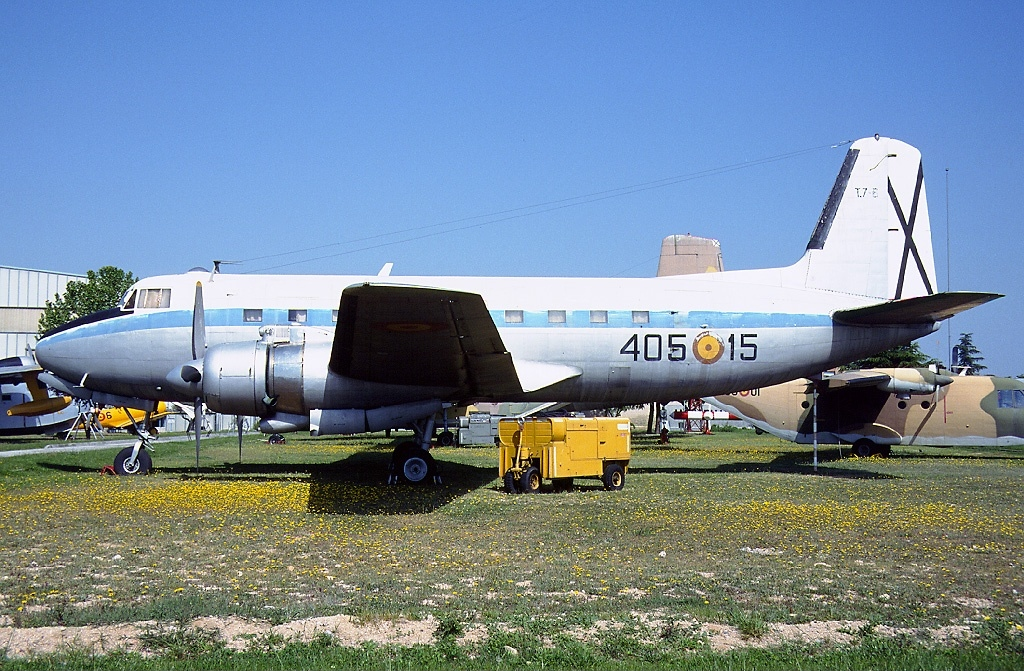
C- 207

El ejército del Aire pudo disponer de aviones C-201, C-202 y C-207 (Azor) que fue durante años la columna vertebral de las alas de transporte del ejército del Aire.
A partir de 1953 la industria aeronáutica española había experimentado un avance sin precedentes tras la normalización de las relaciones diplomáticas de España y por tanto de la llegada de información e intercambio de conocimientos con científicos de otros países que contasen con una industria aeronáutica. 
Como consecuencia del plan de ayuda USA en compensación por la utilización de bases españolas, se organizó un viaje a Estados Unidos en el cual varios ingenieros y científicos españoles visitaron los principales centros de construcción aeronáutica de aquel país. Entre ellos se encontraba el Dr. Trincado en la primera de varias misiones a los Estados Unidos y otros países de Europa.
Su regreso coincidió con la revisión de los reactores norteamericanos F-86 Sabre y aviones convencionales Douglas DC-3.
Las nuevas normativas y aleaciones desconocidas hasta entonces en España pusieron al Laboratorio del Dr. Trincado a investigar convirtiéndose en un "punto de peregrinación" de los profesionales y teóricos de la metalurgia en España que querían encontrar respuesta a sus numerosas dudas.
En los años 60 y ante las dificultades existentes en España, el campo de la automoción, y en concreto el de las motocicletas tipo "Scooter" se desarrolló rápidamente. Varias firmas, especialmente Vespa, Ossa o Lambretta firmaron contratos con C.A.S.A. para aplicar la tecnología aeronáutica a la fabricación de aquellas piezas de sus modelos que presentaban una elevada dificultad de ejecución. 
El Laboratorio de C.A.S.A. que dirigía el Dr. Trincado se dedicó a estudiar todos los problemas metalúrgicos surgidos de esta nueva faceta. Durante 15 años se estuvieron produciendo piezas para la industria de "Scooter" dentro de un programa de total colaboración.
Los resultados obtenidos por C.A.S.A. en la revisión de los reactores F-86 (Sabre), animaron al gobierno de Estados Unidos a conceder a esta industria española nuevos contratos para ser revisados con modelos como los F-102, F-104, F-101 y F-105.
Tras un definitivo contrato de mantenimiento de los enormes transportes C-130, la Fuerza Aérea de los Estados Unidos confió a C.A.S.A. la revisión de todos sus aviones F-100 (Super Sabre), que constituían la columna vertebral de defensa en Europa. 
Ante la mejora de relaciones diplomáticas con las democracias occidentales, el gobierno de Franco se lanzó a la creación de una industria automovilística nacional, naciendo SEAT.  La dirección de la firma automovilística solicitó asesoría del Dr. Trincado en las áreas de laboratorio, tratamientos térmicos y superficiales o metalotécnia durante varios años hasta que los problemas iniciales de una puesta a punto fueron desapareciendo en SEAT.

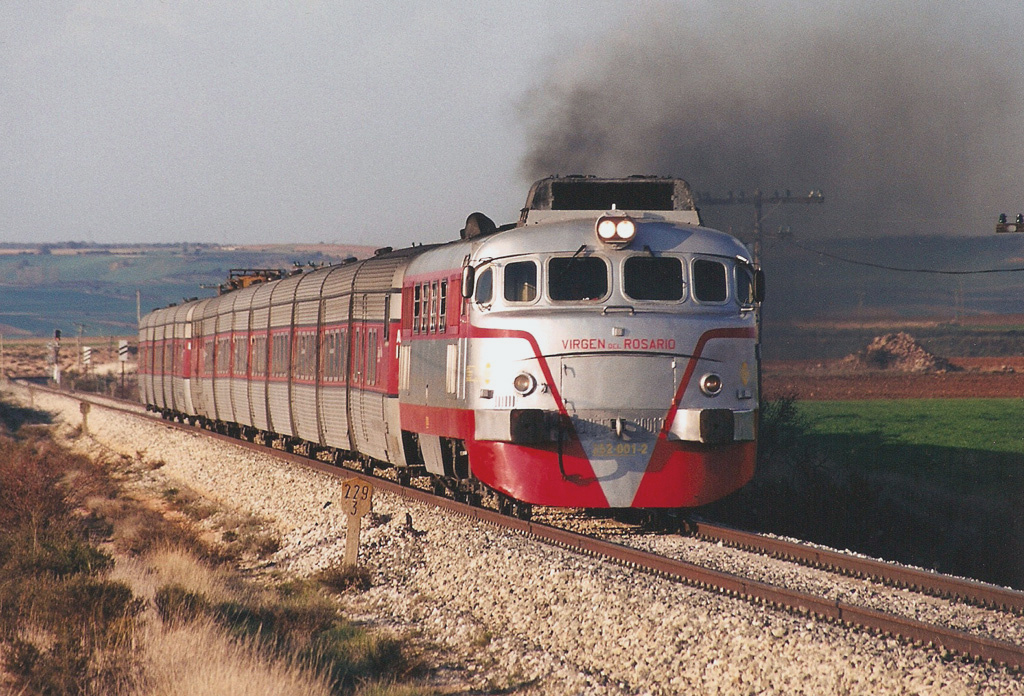
Tren TALGO en los años 60

Todavía en los años 60, PATENTES TALGO S.A. tenía que adquirir un elevado número de unidades tras firmar un contrato con RENFE pero carecía de talleres que le permitieran construir tantos vagones, de manera que al ser la configuración de los vagones similar a la célula de un avión, se propuso su fabricación en C.A.S.A. El Dr. Trincado, tras involucrarse de nuevo en el estudio exhaustivo de los trenes consiguió que el programa de fabricación de los característicos vagones de corte futurista de TALGO diseñados por el ingeniero Alejandro Goicoechea, se desarrollase con éxito en la fábrica de aviones de C.A.S.A. en Getafe. 
Los años 1966-67 trajeron un relanzamiento fundamental en la industria aeronáutica española, por un lado el gobierno de Estados Unidos concedió a C.A.S.A. la revisión de su más moderno avión de combate F-4 (Phantom) y por otro el Ministerio del Aire español contrató a C.A.S.A. la fabricación de 70 reactores F-5 con licencia Northrop.
Esto supuso un gran salto cualitativo para la industria aeronáutica española pues ya no se trataba de revisar, sino de fabricar aviones completos.
Trincado ya era el jefe del Laboratorio Central de Construcciones Aeronáuticas de Madrid, y ello le llevó en numerosas ocasiones a Estados Unidos para discutir y aclarar con los ingenieros de Northrop los múltiples problemas técnicos que se presentaban, también fue coordinador con el Ministerio del Aire.

En los años 70, C.A.S.A. logró un contrato con la firma alemana H.F.B. (hoy integrada en M.B.B.) para la construcción de varias unidades del cono de cola y estabilizadores horizontales y vertical de su modelo 320.

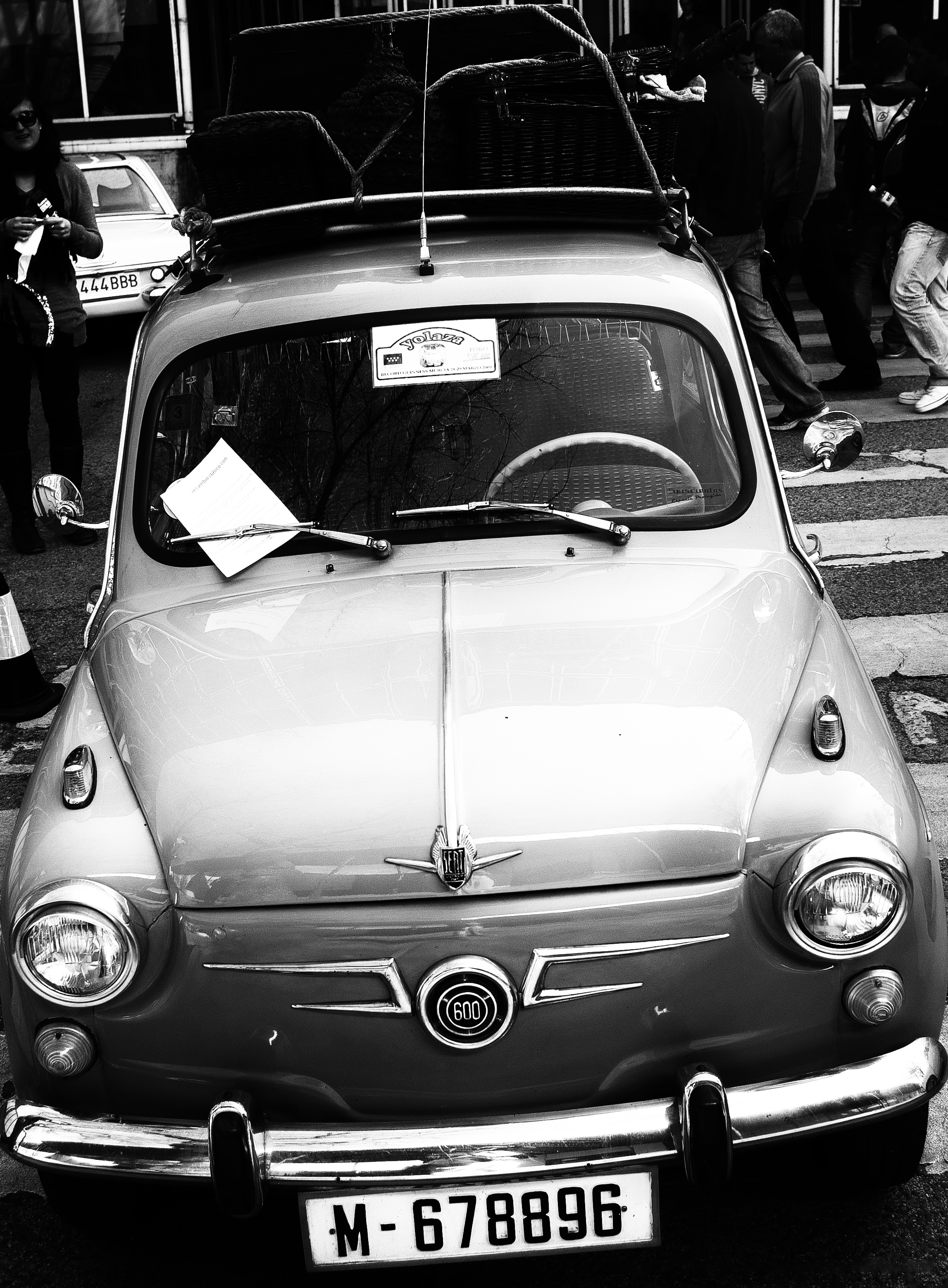
SEAT 600

Gracias a este programa, el Dr. Trincado se trasladó en numerosas ocasiones a Hamburgo (en la antigua Alemania Occidental) para discutir los problemas sobre materiales y procesos. El proyecto incluía por primera vez una valoración del nivel tecnológico y de formación profesional, comparándolo con una potencia europea como la Alemania Occidental. Los informes que presentó el Dr. Trincado indicaron que a pesar del relativo retraso de España y su aislamiento diplomático, la industria aeronáutica española se encontraba en un nivel muy aceptable.
Finalizado hacia 1970 el programa F-5, C.A.S.A. inicia nuevas realizaciones C-212 (Aviocar), C-101 e importantes colaboraciones internacionales(BOEING, AIRBUS). Ello permitió a Trincado desarrollar una labor internacional dentro de la industria aeronáutica.
El Dr. Trincado fue nombrado representante de C.A.S.A. tras acceder esta al programa AIRBUS en octubre de 1971, teniendo que desplazarse en muchas ocasiones a París y Toulouse para buscar una normativa común entre los miembros del consorcio AIRBUS, para la armonización y homologación de los procedimientos en todos los países del consorcio.
Hacia mediados de los años 70 se encomendó al Dr. Trincado la dirección de la Oficina de Investigación y Desarrollo y se dedicó entonces a la estructuración y organización de esta nueva Dirección, comenzando por un punto básico: la creación de una normativa C.A.S.A. de materiales y procesos. Dentro de este campo, se reserva para él la ejecución de una normativa específica de materiales metálicos aeronáuticos. 
Trincado creó la especificación C.A.S.A. I+D-M-30, documento básico hoy en aeronáutica, donde se recogen composición química, equivalencias, designaciones y otros aspectos de todos los metales y sus aleaciones de uso en aviación. Asimismo, bajo su dirección se editaron especificaciones C.A.S.A. sobre tratamientos térmicos de aceros, de aleaciones de aluminio, procesos de protección electro química, de soldadura, de inspección no- destructiva.
Desde la Dirección de I+D vislumbró el campo que en la industria en general y en la aeronáutica en particular, se abría para los materiales no metálicos denominados composites y su futura interacción con los componentes metálicos con la obtención de composites de núcleo cerámico- metálico. Por ello creó dentro de I+D una "Comisión de fibra de carbono", con objeto de ir estudiando el desarrollo de aquellas nuevas tecnologías hoy en día muy desarrolladas.
Durante los 45 años de su carrera profesional y académica, el Dr. Trincado realizó alrededor de 600 informes técnicos tanto dentro de Construcciones Aeronáuticas S.A. como en la empresa IQUIMETAL (Industrial Química Metalúrgica) que él creó en los años 50 para cubrir el vacío existente en España relativo a los tratamientos térmicos dentro de la industria metalúrgica.
En su faceta de diseñador industrial, Trincado creó una cafetera eléctrica con un recubrimiento metálico anodizado (pionero en España) cuya patente fue comprada por la firma alemana AEG logrando un gran éxito comercial.
También fue colaborador en la E.T.S.I. Aeronáuticos de Madrid y dio numerosas conferencias en la Asociación Nacional de Químicos de España, Colegio Nacional de Químicos de los que fue fundador y miembro defendiendo los intereses de los profesionales de la Química.
Promulgó la necesidad de una organización a nivel estatal que recogiese la tecnología de los ensayos No- destructivos.

Era hermano de los eminentes Doctores en Medicina Don Pablo Trincado Dopereiro y Don José María Trincado Dopereiro que obtuvieron diversos premios de Medicina y llevaron a cabo numerosas publicaciones.